# Daniel Komen
Daniel Kipngetich Komen (nacido el 17 de mayo de 1976 en el Distrito de Marakwet) es un corredor de larga y media distancia keniano. Es el primer y único hombre en correr dos veces una milla en menos de cuatro minutos consecutivo(sin parar), mantiene el récord mundial por dos millas. Komen es también el segundo hombre en quebrar la marca de correr 5000m en 13 minutos y la marca de 3½ de minuto para correr los 1500 metros. Mantuvo el récord mundial de 3000 al aire libre hasta que lo perdió el 25 de agosto de 2024 en favor de Ingebrigtsen y tuvo el de 3000m en pista cubierta hasta  el 15 de febrero de 2023.
Komen es proveniente de Keiyo, en el pueblo Kalenjin (en la fosa tectónica de Kenia). Es uno de trece hijos y comenzó a correr a la edad de siete años en la escuela. Le comenzó a dar importancia a mediados de los años 1990s después de su excepcional carrera juvenil: a los 17 años, se ubicó segundo en los Campeonatos del Cruze de País Mundiales Juveniles, y en 1994, se convirtió en el campeón del Mundo en los 5.000 y 10 000 m.
El 1 de septiembre de 1996 en Rieti, Italia, Komen corrió un tiempo espectacular de 7:20.67 en los 3000 metros marcando un récord mundial, superando el anterior récord de Noureddine Morceli por 4.4 segundos.
Un año después, Komen hizo historia nuevamente. En Hechtel, Bélgica, Komen se convirtió en el primer hombre en correr una carrera de dos millas en menos de ocho minutos, marcando un récord mundial de 7:58. Sólo siete meses más tarde, durante una reunión de atletismo en Australia realizado en Sídney, Komen corrió otra vez en 7:58.
El récord de Komen de 7:24.90 en los 3000 m en pista cubierta, que tuvo lugar el 6 de febrero de 1998 en Budapest, todavía es recordado como "Monte Everest" en los círculos de Atletismo y han tenido que pasar 25 años para que fuese batido en una fantástica carrera en Lievín Francia en la que el etíope Lamecha Girma y el español Mo Katir bajaron, ambos, del fantástico tiempo de Komen. 
Otros elogios incluyen ser Campeón Mundial en Atletismo en 1997 y el campeón de los 5000 m de los Juegos de la Mancomunidad de 1998.
Los récords de Daniel Komen, y sus posiciones en la clasificación mundial de todos los tiempos, en agosto de 2011:
| Distancia | Tiempo   | Posición en todos los tiempos | Fecha                   | Lugar    |
| --------- | -------- | ----------------------------- | ----------------------- | -------- |
| 1500 m    | 3:29.46  | 49.º                          | 16 de agosto de 1997    | Mónaco   |
| 1 Milla   | 3:46.38  | 12º                           | 26 de agosto de 1997    | Berlín   |
| 2000 m    | 4:51.30  | 13º                           | 5 de junio de 1998      | Milano   |
| 3000 m    | 7:20.67  | Récord mundial                | 1 de septiembre de 1996 | Rieti    |
| 2 Millas  | 7:58.61  | 2°                            | 17 de julio de 1997     | Hechtel  |
| 5000 m    | 12:39.74 | 3º                            | 22 de agosto de 1997    | Bruselas |
| 10 000 m  | 27:38.32 | N/A                           | 30 de agosto de 2002    | Bruselas |